# Lake Havasu City
Lake Havasu City é uma cidade localizada no estado americano do Arizona, no condado de Mohave. Foi incorporada em 1978.

## Geografia
De acordo com o United States Census Bureau, a cidade tem uma área de 115,2 km², onde 115,1 km² estão cobertos por terra e 0,1 km² por água.

### Clima
Lake Havasu City está localizada no Deserto de Sonora, possuindo um clima desértico, tendo um pouco mais de 150 mm de pluviosidade anual, sendo que e estação chuvosa se inicia em Janeiro e termina em Março. A temperatura média anual é uma das mais altas entre as cidades americanas, 24,7 graus, sendo 16,4 graus a média mínima e 32,9 graus a média máxima. A menor temperatura registrada na cidade foi de -4 graus em janeiro de 1950, e a maior temperatura foi de 51 graus em julho de 1950.

### Localidades na vizinhança
O diagrama seguinte representa as localidades num raio de 40 km ao redor de Lake Havasu City.

## Demografia
Segundo o censo nacional de 2010, a sua população é de 52 527 habitantes e sua densidade populacional é de 456,5 hab/km². Possui 32 327 residências, que resulta em uma densidade de 280,9 residências/km².